# Verhandlungen des Vereins zur Beförderung des Gartenbaues in den Königlich Preussischen Staaten
Verhandlungen des Vereins zur Beförderung des Gartenbaues in den Königlich Preussischen Staaten (abreviado Verh. Vereins. Beförd. Gartenbaues Königl. Preuss. Staaten) fue una revista ilustrada con descripciones botánicas que fue editada en Alemania. Se publicaron 28 números en los años 1824- 1860.